# Antheluridae
Antheluridae (лат.) — семейство мелких морских равноногих раков (Isopoda).

## Описание
Тело в 10—15 раз длиннее ширины, у самцов редко более вытянутое (перейонит 7 шире длины, значительно короче перейонита 6). Плеониты 1—5 вместе не более чем вдвое длиннее ширины, свободные и сочленённые; с волосками на краях эпимер или задних краях плеонита 5 и иногда плеонита 4. Жгутик антенны 2 состоит из многочисленных члеников, длиннее или короче стебелька. Ротовые части не выдаются вперёд. Мандибула компактная и со слабозазубренным поперечным резцом. Конечный членик максиллипеда достигает 3-го пальпа; пальп широкий (примерно вдвое длиннее ширины), с 5 свободными члениками. Кладистический анализ показал, что Ananthura и Anthelura более похожи друг на друга, чем на Anthomuda. Эти два рода являются глубоководными, холодно-температурными или полярными, в то время как Anthomuda встречается в более тёплых и мелководных морях. Найдены во всех океанах.

## Классификация
На май 2024 семейство включает 3 рода.
- Ananthura Barnard, 1925[5]
- Anthelura Norman & Stebbing, 1886
- Anthomuda Schultz, 1979[6]